# أحمد حاج عبد الرحمن
أحمد حاج عبد الرحمن محمد (بالصومالية: Axmed Xaaji Cabdirxmaan)‏ عالم مسلم وداعية صومالي من كبار علماء الصومال، نائب رئيس جامعة شرق إفريقيا وأحد مؤسسيها، عضو هيئة علماء الصومال، وأبرز المنظرين للتيار السلفي في الصومال. اغتيل بمدينة بوصاصو في 4 ديسمبر 2011 الموافق 9 محرم 1433 هـ .

## النشأة
ولد عام 1958 في بادية محافظة مدج، ونشأ وترعرع في مدينة جالكعيو، لأسرة متدينة مرموقة حيث كان والده الحاج عبدالرحمن عالمًا ونائبًا في أول مجلس النواب شُكّل بعد استقلال الصومال، وكان من مؤسسي حزب رابطة الشباب الصومالي في أربعينيات القرن العشرين، أما أمه فهي من عائلة اشتهرت بالشعر وأخوها هو ياسين عثمان يوسف، أول من ألف قاموسًا في اللغة الصومالية.
يقول في مذكراته التي جمعها المستشار محمد عمر:
كانت ولادتي بمدينة جالكعيو سنة 1958 لعائله تتمتع بمكانة إجتماعيه وسياسية فأبي كان نائبا في أول برلمان صومالي وهو من مؤسسى حزب وحدة الشباب الصومالي وأمي من عائله اشتهرت بقرض الشعر وهى «آل كينديد» عائلة تتمتع بسمعة قويه وسط المجتمع الصومالي. وعندما ولدت كان والدي عضوا في البرلمان الداخلي قبيل الاستقلال.
حفظ القرآن صغيرًا وطلب العلم في سن مبكر، وحفظ المتون، ودرس في مدرسة نموذجية في مدينة جالكعيو، يشرف عليها الأزهر الشريف وانتقل إلى العاصمة الصومالية مقديشو ليكمل تعليمه، ودرس الإعدادية في مدرسة محمد عبدالله حسن، ثم الثانوية في مدرسة جمال عبدالناصر. يقول:
في سن مبكرة بدأت أتابع ألوان الثقافة العربية فكان أول كتاب قرأته «الأيام» لطه حسين، وكتب عباس محمود العقاد المشهوره بـ«العبقريات» وكنت متابعا مقالات الصحفي أحمد بهاء الدين أحد كتاب الأهرام، وكذلك كتابات محمد حسنين هيكل وكنت أقرأ الروايات والقصص البوليسيه وروائع شكسبير و«أولاد حارتنا» لنجيب محفوظ وهذه القراءة لم تكن عن رغبة مني، ولكن الواقع أجبرنى لأننى كنت أهوى القراءة ولإشباع تلك الرغبه كنت أقرأ أي كتاب يقع في يدي.
التحق بالتجنيد الإلزامي بعد تخرجه من الثانوية، وحصل على منحة دراسية في العلوم العسكرية في العراق وتخرج ضمن الدفعة الستين من مشاة البحرية في الموصل، وانخرط في العمل العسكري حتى وصل إلى رتبة ملازم، واستقال بعد ذلك. يقول عن نفسه في مذكراته:
عند التخرج من الثانويه كنت ضمن خمسة عشر شخصا كانوا الأوائل في التحصيل الدراسى 1977 وبناء عليه حصلت على منحة دراسية من العراق لدراسة العلوم العسكرية تخصص المشاة البحرية الدفعة 60.

وبعد إكمالي للدراسة العسكرية منحت درجة البكالوريوس في العلوم العسكرية، وعلى الفور عدت إلى الوطن وانخرطت في العمل العسكري فتره يسيرة ووصلت لرتبة ملازم أول وبعدها قدمت استقالتي من العمل العسكري لأتفرغ لدراسة الشريعة التي كانت أكبر همي بفضل الله ثم بتأثير بدايات تكويني العلمي؛ حيث التحقت بجامعة أم القرى في مكة المكرمة عام 1986 تخصص علوم الحديث وكنت في الترتيب الأول من دفعتي، وبعد التخرج سجلت الدراسات العليا - الماجستير - وكان عنوان رسالتي «الإعلام بفوائد عمدة الأحكام لإبن الملقن: دراسة وتحقيق» وأجزت بتقدير ممتاز، وبعدها مباشرة تقدمت للدكتوراة وكان عنوان رسالتي «الحافظ مغلطاي بن فليج وجهوده في علوم الحديث» أجزت بتقدير ممتاز – أيضًا - مع التوصية بطباعة الرسالة.

## نشاطه الدعوي
نشط في الدعوة الإسلامية في الصومال في شبابه، وشارك في الحركات الإسلامية منذ بدايتها، وكان من أعضاء جماعة الأهل في سبعينيات القرن العشرين، وكان يُدرس الكتب العلمية حتى أثناء خدمته في الجيش، وكان كثيرًا ما يشارك في الدعوة في الشوارع. يقول في مذكراته:
في أواخر الستينيات حوالي سنة 1968 تأسس اتحاد الشباب الإسلامي وكان عبارة عن شباب معظمهم من طلبة الثانويات توَاقين إلى تطبيق الشريعة، وقد كان لهم مكتب ويقومون بأنشطة من بينها إقامة مظاهرات ومسيرات ينشدون أناشيد باللغتين الصومالية والعربية بعضها قديم وبعضها من تأليفهم، أغلب الشباب المرتبطين بـ«اتحاد الشباب» ارتبطوا بدروس الشيخ محمد معلم حسن، في مسجد المقام بمقديشو، وكان الشيخ محمد معلم قدم من مصر بعد أن نال الدرجة الجامعية الأولى والماجستير من الأزهر من كلية أصول الدين وأظن أنه كان بقسم الفلسفة، ورسالته في الماجستير تتعلق بموضوع الإيمان.
بدأت الحركات السرية في بداية السبعينيات (1970 - 1971)، وكانت البداية من حركة «الأهل»، وكانت تهدف جمع الشباب ونشر الدعوة والوصول إلى السلطة واتخذت من وسائلها التشجيع على التعليم، وحث الشباب على الالتحاق بالجيش لإحداث الإصلاح المستقبلي في السياسة، وكان من أهدافها إعادة الخلافة الإسلامية والحكم الإسلامي والاستيلاء على الحكم، وقد بدأت مجموعات من الشباب تنضم إلى القوات المسلحة بأقسامها منذ عام 1973، 1974، 1975، 1977، وقد بلغ مجموعهم بضع وثلاثين عضوًا التحقوا بالقوات مرتبطين فيما بينهم ولا علاقة لهم بمن سواهم من المنتمين إلى الحركة لأجل محافظة السرية، وكانوا من أنبغ الطلبة وفيما بعد أصبحوا من أحسن الضباط.
كانت الدعوة تشق طريقها إلى المجتمع النسائي والرجال على السواء ولكن التنظيم كان مقصورا على الرجال، وكانت السرية صارمة وطاعة الأوامر قوية وكان الحماس في ذروته.
الثورة انزعجت لهذه الثورة المضادة والتي تتصاعد بوتيرة متسارعة ولم تستطع استيعاب الظاهرة، وقد سبق هذا التقييم صدور قانون الأسرة الذي فجَّر الأوضاع وزادها احتقانًا، وكان من نتائجه انتفاضة العلماء في مطلع عام 1975 وكان مقتل عشرة منهم نكبة مؤلمة نجم عنه تداعيات خطيرة، ومثَّل هذا بداية تصادم الشعب من النظام وتآكل هيبته، أذكر الشيخ موسى وكان أكبر العلماء الذين أعدمهم النظام قال: اللهم اكف عنَّا شر الشيوعية، وكان معيدا لدرس الشيخ محمد معلم وكان من أهالي أودل.
نتيجة لتضييق الخناق من قبل الحكومة الصومالية على الناشطين في الدعوة اضطر الكثير منهم إلى مغادرة البلاد وكان الدكتور أحمد حاج عبد الرحمن ممن غادر إلى المملكة العربية السعودية وكان حلقة وصل بين رواد الصحوة في الداخل والخليج.
شارك في تأسيس حركة الاتحاد الإسلامي، وكان أحد أبرز منظّريها:
في السعودية ومصر برزت اختلافات في الرأي داخل الصحوة [الصومالية]، ظهر اختلاف الأعضاء في منهج التغيير وفي حكم المجتمع، إثر الخلافات السابقة تأسست «الجماعة الإسلامية»، ولم تلبث أن تعرضت للانشقاقات الداخلية، ثم بدأت أفكار توحيد الجماعات الإسلامية فاجتمع فصيلان هما الوحدة في جنوب الصومال، والجماعة الإسلامية في الشمال، وفي الإجازة الصيفية من عام 1983م اجتمعنا في مقديشو نحن كجماعة – أي الجماعة الإسلامية - اتخذنا قرار الاندماج مع «الوحدة» واتفقنا على أن نتنازل عن الرئاسة ولكن نتمسك بالمنهج، ثم أرسل وفد زار الشمال فاجتمعوا بقيادات «الوحدة» هناك وجاءوا بأعيانهم إلى مقديشو، وتم الاتفاق على تأسيس حركة الاتحاد الإسلامي واختيار الشيخ علي ورسمه حسن رئيسا للحركة الوليدة.
في التسعينيات خاضت حركة الاتحاد الإسلامي حروبا عديدة وتعرضت للانشقاقات الداخلية حتى جلت نفسها سنة 1996:
كان قرار إيقاف الحرب وحل المعسكرات تم اتخاذه في مكة ثم تأكد في اجتماع الشورى بجيبوتي، وكان من الأسباب الموضوعية لاتخاذ قرار تسريح القوات أيضًا هو أن هؤلاء – شباب الاتحاد الإسلامي - في العراء متجردين من أسباب القوة والمنعة، ويصعب الإنفاق عليهم لفترة طويلة، وهم معرضون للقصف من الجو في أية لحظة، والهدف من استيلاء المنطقة لم يتحقق، وأذكر أن الرجال الذين كانوا يدافعون عن المعسكرات ويحامون عنها قبلوا ذلك بمرارة شديدة، وفي رأيي وأمثالي كان قرار الحل وتسريح القوات كان يتسم ببعد النظر والمصلحة الراجحة يشعره العاقل، وقد اتفق الناس على أنهم إذا مكثوا في العزلة لأصبحت الساحة مباءة للفكر التكفيري الذي بدأ يتغلغل في صفوفهم.
شارك الدكتور أحمد حاج عبدالرحمن في تأسيس جماعة الاعتصام بالكتاب والسنة سنة 1996 التي وُلدت نتيجة تحالف الاتحاد الإسلامي والتجمع الإسلامي، بعد نبذ العنف ووضع السلاح وحل المعسكرات، والانخراط في المجتمع المدني، وأعقب ذلك عودته إلى الصومال 1998 ونشاطه في الدعوة.

## التحصيل العلمي
- حصل على البكالوريوس في الشريعة الإسلامية من جامعة أم القرى سنة 1986.
- حصل على الماجستير في الشريعة الإسلامية من جامعة أم القرى سنة 1992.
- حصل على الدكتورة في الحديث النبوي من جامعة أم القرى سنة 2000.[16]

## شيوخه
جالس العديد من العلماء فترة دراسته في جامعة أم القرى بمكة المكرمة. يقول عن تلك الفترة:
من العلماء السعوديين الذين تتلمذت عليهم الدكتور أحمد نور سيف، وعلي الهندي مدرس في الحرم، وسعيد شفا، قرأ لي الترمذي ووالده كان مدرسا في الحرم، ينتمي إلى ولو – بإثيوبيا - وهم أكثر من الصوماليين تمكنا درسوا في بلادهم هذه العلوم باللغة العربية فيأتون وهم ينظمون العلوم الإسلامية شعرًا.

وممن التقيت بهم سماحة الشيخ عبد العزيز بن باز وابن عثيمين وعبد المحسن العباد نائب رئيس الجامعة الإسلامية حينها وحماد الأنصاري وهو أثري لا يشق له غبار وأفتخر بمعرفتي بأبي تراب الظاهري وهو ظاهري المذهب وأبى عبد الرحمن ابن عقيل الظاهري وكان له منزلان في الرياض سمى أحدهما بأبي داؤود والآخر بابن الحزم الأندلسي تيمنا بالإمامين الظاهريين.

## مؤلفاته

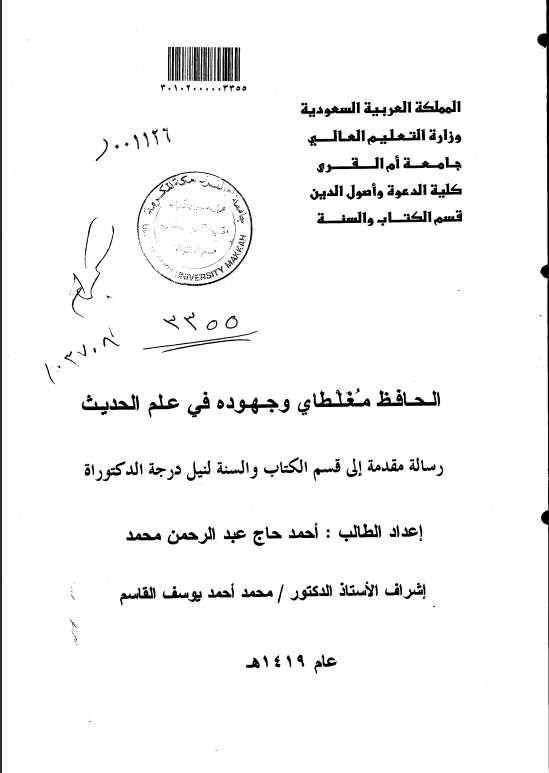
كتاب الحافظ مغلطاي وجهوده في علم الحديث - تأليف د. أحمد حاج عبدالرحمن

- الحافظ مغلطاي وجهوده في علم الحديث - رسالة دكتوراة في جامعة أم القرى 2000 بإشراف د محمد أحمد القاسم.[18]
- الإعلام بفوائد عمدة الأحكام لابن الملقن من باب الوتر إلى كتاب الجنائز دراسة وتحقيق (رسالة ماجستير) إشراف: منصور بن عون العبدلي. [19]

كتب مقالًا أسماه «نظرة في الثورات العربية» في أوج ثورات الربيع العربي أثار جدلًا، وكان مما قال فيه:
الحل الأنجع في خروج الأمة من أزمتها هو التحاور والتصالح وعدم إقصاء طرف، لأن مسلك الاقصاء أدى في السابق إلى الاحتقان الحالي، ولن يؤدي إلى حل دائم وإلى نهضة معتبرة في اللاحق. والمطلوب من الأمة أيضًا: النظر إلي الأمام في الخروج من أزمتها بتحديد الألويات ووضع الاستراتيجيات القريبة والبعيدة والتعامل مع الواقع بحنكة ودراية والتفريق بين المأمول والمتاح،والتفطن للعقبات والعراقيل الموجودة، والاستفادة من جميع طاقات الأمة، وتغليب مبدأ المصالحة علي مبدأ الانتقام وتصفية الحسابات.
- ظاهرة الغلو وموقف أهل السنة منها (رسالة) [21]

## جامعة شرق إفريقيا
أسس جامعة شرق إفريقيا مع زميله وصديقه الدكتور عبد القادر محمد عبد الله سمنتر بعد رجعوعهما معًا من السعودية عام 1999 إلى مدينة بوصاصو في الصومال. واختير نائبًا للرئيس وشغل المنصب حتى عام 2008، وكان صاحب فكرة تسمية الجامعة بهذا الإسم.

## اغتياله
تعرض للاغتيال بسبع رصاصات اخترقت جسده. لدى خروجه من مسجد الحسين بن علي في مدينة بوصاصو في الصومال، في 4 ديسمبر 2011، وقُبض على تسعة ممن شاركو في عملية اغتيالهم وحكم عليهم بالإعدام.

## معرض صور

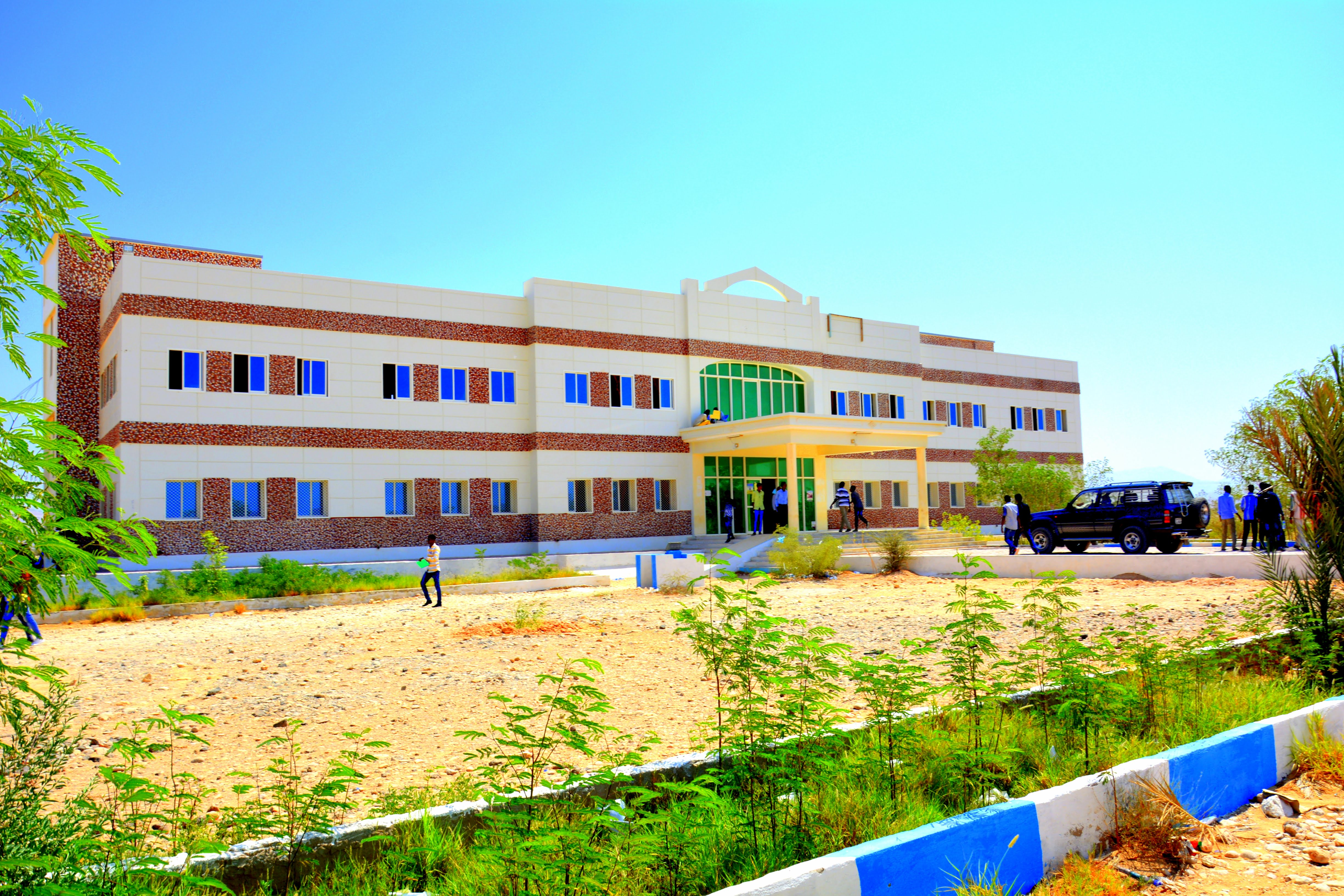
مبنى سمي باسم الدكتور أحمد حاج عبدالرحمن في جامعة شرق إفريقيا
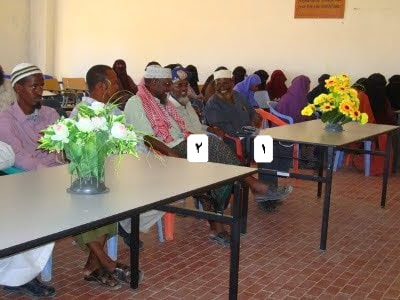
صورة تجمع رئيس جامعة شرق إفريقيا الدكتور عبدالقادر محمد عبدالله سمنتر ونائبه الدكتور أحمد حاج عبدالرحمن
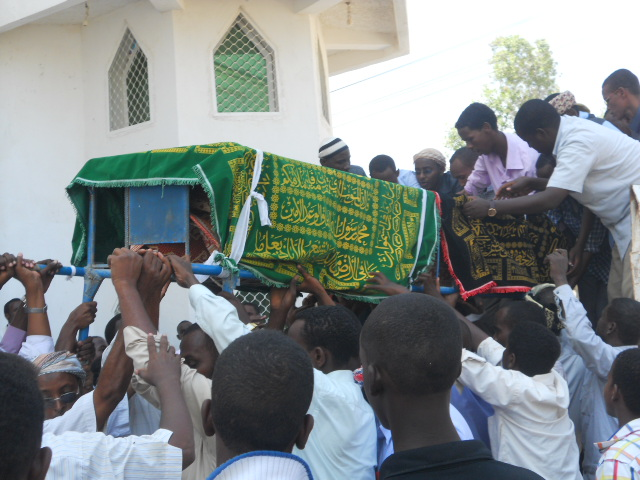
جثمان الدكتور أحمد بعد الصلاة عليه في مسجد الروضة بمدينة بوصاصو
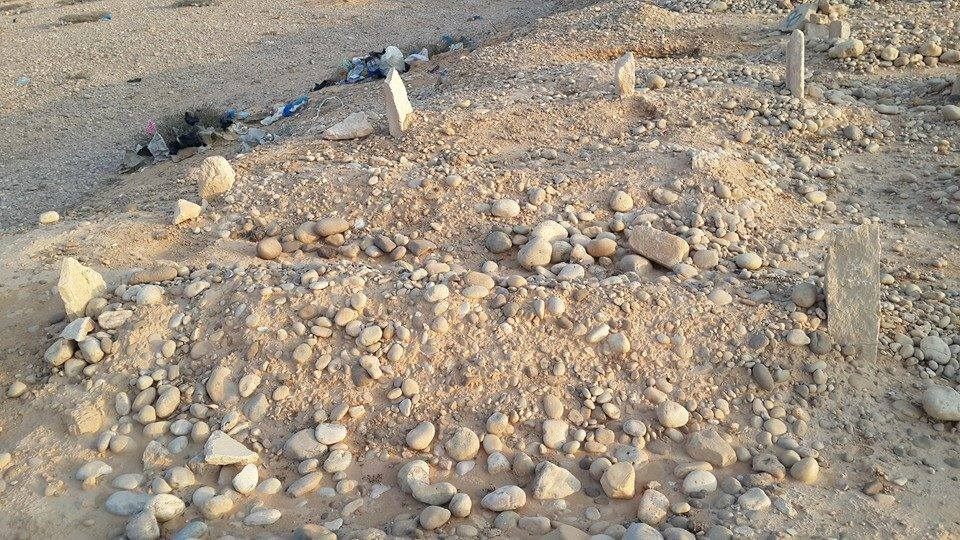
قبر الدكتور أحمد حاج عبدالرحمن